# Lanassa (drottning)
Lanassa, död 200-talet f.Kr., var drottning av Epirus som gift med Pyrrhus.
Hon var dotter till Agathokles.